# يو بيونغ سو

## بطاقة اللاعب
يو بيونغ سو من مواليد 26 مارس عام 1988مـ من مواليد مدينة دايغو، الواقعة في الجزء الجنوبي الشرقي من كوريا الجنوبية طوله يصل إلى 183سـم ويزن 78 كيلو جرام.
يشتهر بيونغ بأنه يستطيع تسجيل الأهداف برأسه بشكل مميز، كما أنه يستطيع التسديد بكلا القدمين .

## مشوار اللاعب
إن هذا اللاعب ذاع صيته منذ أن كان في المرحلة الابتدائية في دوري المدارس فكان هدافاً للبطولة لمرات عدة، وفي المرحلة الثانوية حقق لقب الهداف في بطولتين مختلفتين على مستوى مدارس كوريا الجنوبية قاطبة.
بعد هذه الإنجازات انضم النجم الكوري إلى الجامعة التي كانت بوابة لعبورة إلى الأندية الكورية والدوري الكوري، حيث ذاع صيته كالمعتاد ورآه كشافين عدة وبدأ في التفاوض واللعب في بعض الفرق قبل أن ينضم إلى نادي إنشيون يونايتد في عام 2009.
قبل أن ينضم بيونغ إلى صفوف إنشيون يونايتد استغنى الفريق عن نجم هجومه في هذا الوقت مما أثار ضجة وغضب جماهيري كبير من جماهير الفريق الكوري إلا أن المدير الفني للنادي طلب الجماهير بانتظار هذه الموهبة التي ستعوض النجم الراحل.
بالفعل في أول مباراة له أدى أداء لا يختلف عليه 2 والجميع بدأ بالتكهن بأنه سيفيد فريقه بلا شك وبعد الدور الأول كان اللاعب مرشح وبقوة للحصول على لقب أفضل لاعب ناشيء في الدوري الكوري.
وبعد أشهر وتحديداً في شهر نوفمبر عام 2009 أتت الأخبار المتواترة باهتمام النادي الإنجليزي العريق بولتون واندررز بالموهبة الشابة والرغبة في الحصول على خدماته الأمر الذي دعى مسئولي النادي الكوري يسعوا للتجديد مع اللاعب.
في عام 2010 سجل بيونغ 22 هدف ليعتلي بعدها صدارة الدوري الكوري الأمر الذي جعل الفريق الكوري يفكر وبشدة كبيرة في التجديد للاعب وبالفعل تمكنوا من الحصول على توقيع اللاعب حتى موسم 2013.

## إحصائيات سريعة عن اللاعب
لعب بيونغ مع الفريق الكوري (إنشيون) 82 مباراة في موسمين ونصف سجل خلالهم 43 هدف منهم 14 هدف في موسم 2009 و 25 هدف في موسم 2010 وثلاثة أهداف في النصف الأول من موسم 2011 الذي خاضه مع فريقه.
خاض اللاعب مع فريقه إنشيون في الموسم الأول 27 مباراة في الدوري و 8 في الكأس، وفي الموسم الثاني لعب 28 مباراة في الدوري وستة مبارايات في الكأس، وأخيراً وفي النصف الأول من موسم 2011 لعب فيهم 12 مباراة في الدوري ومباراة وحيدة في الكأس.
انتقل الي نادي الهلال في موسم 2011 بعقد لمدة ثالث سنوات وفي الموسم الأول لم يفرض نفسة أساسياً الا نهاية الموسم الذي حقق فيه مع الفريق كاس ولي العهد والتأهل لدور الثمانية وظهر بشكل رائع في مباراة التأهل الآسيوية مسجلاً سوبر هاتريك 4 أهداف في مرمى بني ياس الإماراتي مما أجبر الفريق الأزرق على أبقاءه موسم أخر واستمر اللاعب حبيس دكة الاحتياط إلا أن مشاركة كانت غالباً أيجابيه حين يشارك كبديل وشارك في 63 مناسبة سجل خلالها 29هدف إلا أن عدم فرضه نفسة أسياسياً أجبر مسيري الفريق الهلالي على عرضه للبيع وفي يوليو 2013 انتقل إلى فريق روستوف الروسي أنتقال نهائي.

## روابط خارجية
- يو بيونغ سو على موقع دوري كوريا الجنوبية (الإنجليزية)
- يو بيونغ سو على موقع قاعدة بيانات كرة القدم.إي يو (الإنجليزية)
- يو بيونغ سو على موقع ناشيونال فوتبول تيمز (الإنجليزية)
- يو بيونغ سو على موقع Soccerway.com (الإنجليزية)
- يو بيونغ سو على موقع عالم كرة القدم.نت (الإنجليزية)